# Rue Cesária-Évora
La rue Cesária-Évora est une voie du 19e arrondissement de Paris, en France.

## Situation et accès
La rue Cesária-Évora est une voie située dans le 19e arrondissement de Paris. Elle débute au 141, boulevard Macdonald, et se termine au 219 du même boulevard. Elle passe derrière l'ancien entrepôt Macdonald et longe la Petite Ceinture. Le tramway T3b emprunte la rue. Depuis décembre 2015, la rue dessert la gare Rosa-Parks du RER E.
Passant sous les entrepôts, le passage Susan-Sontag se termine sur la rue.
La voie donne également accès au jardin Cesária-Évora et au parvis Rosa-Parks.

## Origine du nom

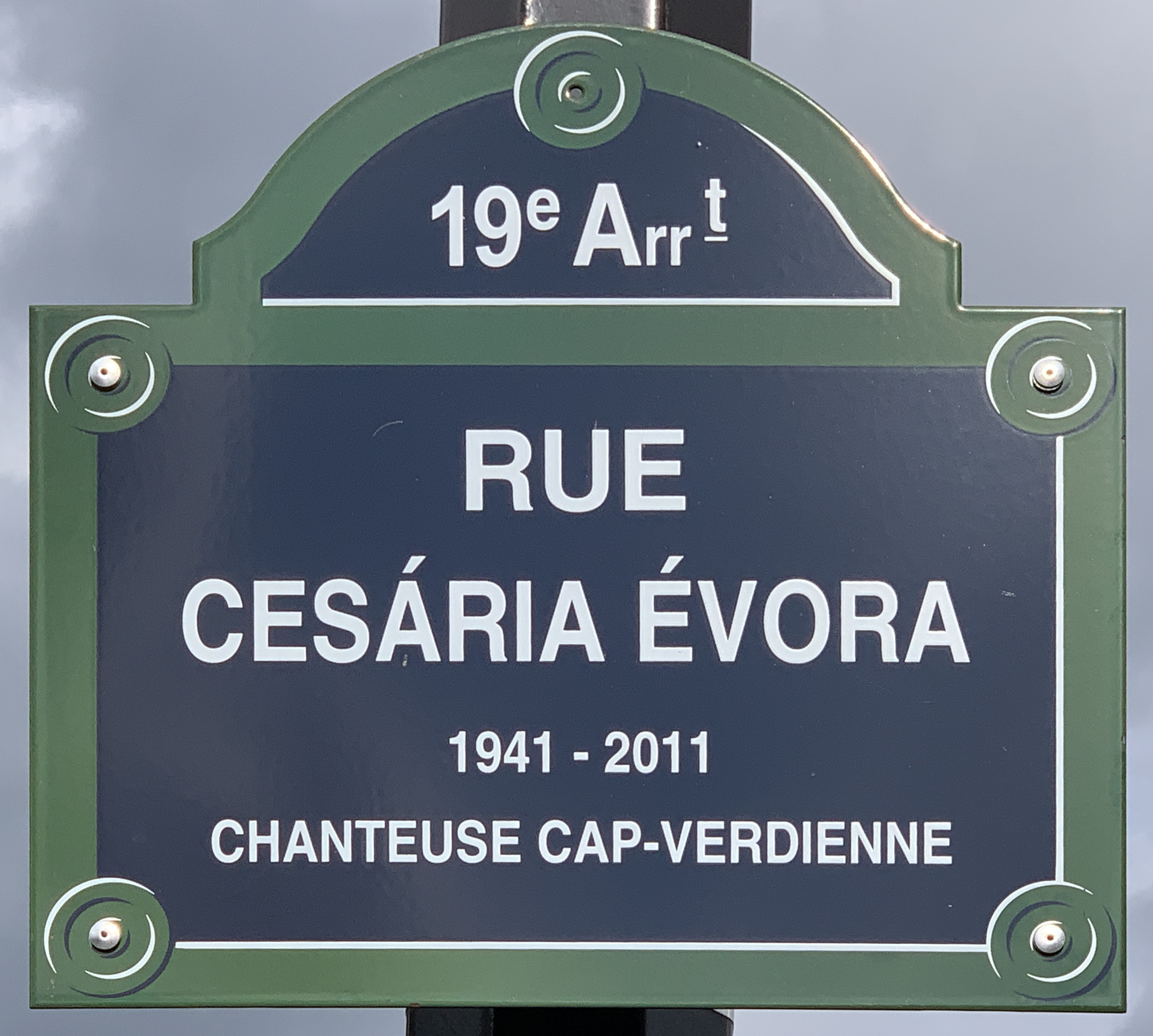
Plaque de la rue

La rue est nommée en hommage à la chanteuse capverdienne Cesária Évora (1941-2011).

## Historique
La voie est créée dans le cadre de l'aménagement du Grand Projet de renouvellement urbain (GPRU) Paris Nord-Est secteur Macdonald sous le nom provisoire de « voie EP/19 » et « voie EQ/19 » et prend sa dénomination actuelle en 2014,,.